# Cariberto II

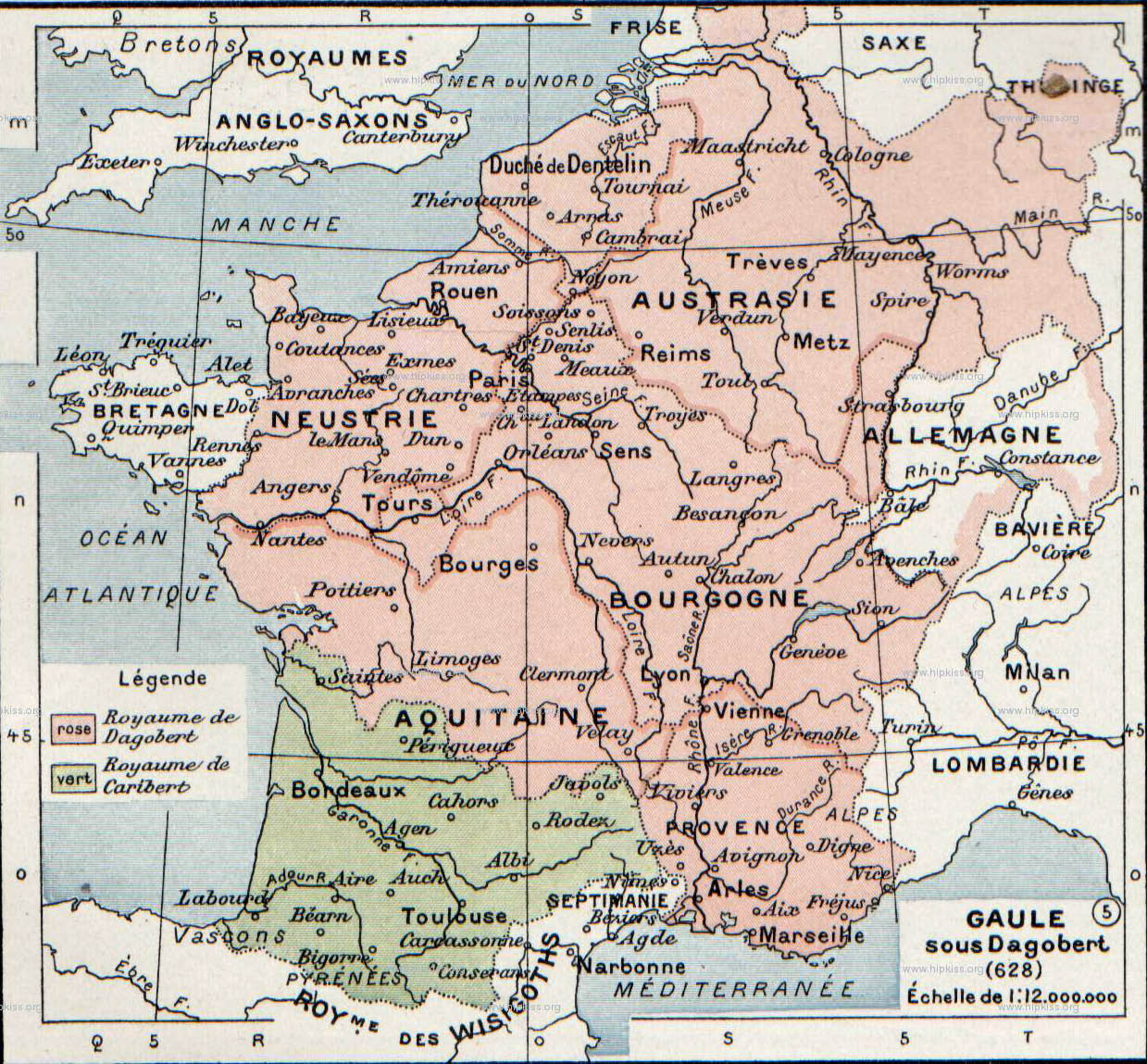
Il regno di Cariberto II è in verde.

Cariberto II (618 circa – Blaye, 8 aprile 632) è stato un re dei Franchi d'Aquitania della dinastia dei merovingi.

## Origini
Era l'unico figlio del re dei Franchi Sali della dinastia merovingia, Clotario II e della sua terza moglie, Sichilde, di cui non si conoscono gli ascendenti. Secondo il cronista Fredegario, Sichilde era la sorella maggiore della futura moglie di Dagoberto I, Gomatrude

## Biografia
Sempre Fredegario riporta che, nel 627, la madre Sichilde ebbe una supposta relazione con un certo Boso che Clotario fece sopprimere.
Alla morte del padre, nel 629, Cariberto avrebbe dovuto ereditare il regno di Neustria (il fratellastro Dagoberto I aveva già ottenuto, nel 622, il regno d'Austrasia). Ma i capi dei sacerdoti e dei nobili ambivano che il regno andasse a Dagoberto. Ed, essendo Cariberto minorenne, fu il fratello di sua madre Sichilde, il duca Brodulfo, a contrastare Dagoberto, a nome del nipote per la spartizione del regno; questo atteggiamento costò poi la vita a Brodulfo, poiché Dagoberto lo fece uccidere.
Rimasto padrone del regno, allora Dagoberto, mosso a compassione del fratellastro e, nello stesso tempo, nipote, offrì a Cariberto il territorio compreso tra la Loira ed i Pirenei (un neo-costituito regno di Aquitania), in cambio della sua rinuncia all'eredità paterna. Questo nuovo regno comprendeva la parte sud-orientale dell'attuale Francia, tutto il territorio tra la Garonna ed i Pirenei: comprendeva le città di Tolosa, Cahors, Agen, Périgueux e Saintes, e una parte della Guascogna. Posta la sua residenza a Tolosa, Cariberto estese il suo dominio anche sull'altra parte di Guascogna che non riconosceva il re dei Franchi.
 Avendo il controllo su tutti i Paesi Baschi, Cariberto II fu costretto a difenderlo dalle continue incursioni dei Vasconi (la popolazione di origine basca che diede il suo nome alla Guascogna).
Cariberto, nel 631, in occasione del battesimo del primogenito di Dagoberto, Sigeberto III, si recò presso il fratello e fece da padrino al neonato.
Cariberto morì, probabilmente a Blaye, nel 632(forse fu un omicidio il cui mandante fu suo fratellastro Dagoberto), e venne sepolto a Blaye nella basilica di Saint-Romain: gli succedette il figlioletto Chilperico, che morì pochi mesi dopo. Pare anch'egli fatto assassinare su ordine di Dagoberto.

## Discendenza
Cariberto dalla moglie di cui non conosciamo né il nome né gli ascendenti, ebbe un figlio:
- Chilperico (ca. 630-632), re dei Franchi d'Aquitania.

A Cariberto la Charte d'Alaon attribuisce altri due figli:
- Bertrando di Bordeaux (padre di Sant'Uberto), che si dichiarò suddito di Dagoberto e riuscì, assieme al fratello Boggio, a farsi riconoscere il titolo di duca di Aquitania, che governò con Boggio.
- Boggio (626-670 oppure 688), duca d'Aquitania e duca di Guascogna che condivise col fratello Bertrado. Boggio, che probabilmente fu soltanto un nobile di Aquitania, diede origine ad una dinastia di duchi che si estinse in Aquitania nel 769 con Carlomagno, ma proseguì in Guascogna.

Un'altra ipotesi è che Bertrando e Boggio fossero i generi e non i figli, quindi che Cariberto fosse padre delle mogli di questi due:
- Fligberta, che sposò Bertrando di Bordeaux, il quale governò con Boggio;Fligberta e Bertrando furono i genitori di Sant'Uberto.
- Oda, sposò Boggio che fu duca d'Aquitania e duca di Guascogna.

## Ascendenza
|              |   |          | Genitori |  |  | Nonni |  |  | Bisnonni   |  |  | Trisnonni  |  |
|              |   |          |          |  |  |       |  |  | Clotario I |  |  | Clodoveo I |  |
|              |   |          |          |  |  |       |  |  | Clotario I |  |  | Clodoveo I |  |
|              |   | Clotilde |          |  |  |       |  |  | Clotario I |  |  |            |  |
| Chilperico I |   |          |          |  |  |       |  |  | Clotario I |  |  |            |  |
|              |   | Aregonda | …        |  |  |       |  |  |            |  |  |            |  |
|              |   | Aregonda | …        |  |  |       |  |  |            |  |  |            |  |
|              |   | Aregonda | …        |  |  |       |  |  |            |  |  |            |  |
| Clotario II  |   | Aregonda |          |  |  |       |  |  |            |  |  |            |  |
|              |   | …        | …        |  |  |       |  |  |            |  |  |            |  |
|              |   | …        | …        |  |  |       |  |  |            |  |  |            |  |
|              |   | …        | …        |  |  |       |  |  |            |  |  |            |  |
| Fredegonda   |   | …        |          |  |  |       |  |  |            |  |  |            |  |
|              |   | …        | …        |  |  |       |  |  |            |  |  |            |  |
|              |   | …        | …        |  |  |       |  |  |            |  |  |            |  |
|              |   | …        | …        |  |  |       |  |  |            |  |  |            |  |
| Cariberto II |   | …        |          |  |  |       |  |  |            |  |  |            |  |
|              | … | …        |          |  |  |       |  |  |            |  |  |            |  |
|              | … | …        |          |  |  |       |  |  |            |  |  |            |  |
|              | … | …        |          |  |  |       |  |  |            |  |  |            |  |
| …            | … |          |          |  |  |       |  |  |            |  |  |            |  |
|              |   | …        | …        |  |  |       |  |  |            |  |  |            |  |
|              |   | …        | …        |  |  |       |  |  |            |  |  |            |  |
|              |   | …        | …        |  |  |       |  |  |            |  |  |            |  |
| Sichilde     |   | …        |          |  |  |       |  |  |            |  |  |            |  |
|              |   | …        | …        |  |  |       |  |  |            |  |  |            |  |
|              |   | …        | …        |  |  |       |  |  |            |  |  |            |  |
|              |   | …        | …        |  |  |       |  |  |            |  |  |            |  |
| …            |   | …        |          |  |  |       |  |  |            |  |  |            |  |
|              |   | …        | …        |  |  |       |  |  |            |  |  |            |  |
|              |   | …        | …        |  |  |       |  |  |            |  |  |            |  |
|              |   | …        | …        |  |  |       |  |  |            |  |  |            |  |
|              |   | …        |          |  |  |       |  |  |            |  |  |            |  |

### Fonti primarie
- (LA)  Fredegario, FREDEGARII SCHOLASTICI CHRONICUM CUM SUIS CONTINUATORIBUS, SIVE APPENDIX AD SANCTI GREGORII EPISCOPI TURONENSIS HISTORIAM FRANCORUM.

### Letteratura storiografica
- Christian Pfister, La Gallia sotto i Franchi merovingi. Vicende storiche, in Storia del mondo medievale - Vol. I, Cambridge, Cambridge University Press, 1978,  pp. 688-711.